# 伊予十三仏霊場
伊予十三仏霊場（いよじゅうさんぶつれいじょう）は1981年9月に創設された霊場で、13の仏菩薩を本尊とする13の寺と発願の寺と結願の寺合わせて15の寺に構成されている。その内四国八十八箇所の札所が4ケ所（太山寺、浄土寺、西林寺、八坂寺）ある。
毎年1月1日から1月3日までは正月すごろくまいりと、毎年9月には大曼荼羅火まつりがある。

## 霊場一覧
| 札所     | 寺院     | 山号         | 宗派         | 尊名         | 所在地              |
| -------- | -------- | ------------ | ------------ | ------------ | ------------------- |
| 発願の寺 | 明星院   | 高棚山       | 天台寺門宗   | 救世観音     | 松山市平井町460-1   |
| 第一番   | 大蓮寺   | 青岸山       | 真言宗豊山派 | 不動明王     | 松山市東方町甲902-1 |
| 第二番   | 浄土寺   | 西林山       | 真言宗豊山派 | 釈迦如来     | 松山市鷹子町1198    |
| 第三番   | 太山寺   | 龍雲山       | 真言宗豊山派 | 文殊菩薩     | 松山市太山寺町1730  |
| 第四番   | 円福寺   | 永徳山河野院 | 天台宗       | 普賢菩薩     | 松山市藤野町甲87    |
| 第五番   | 地蔵院   | 横谷山東河寺 | 真言宗豊山派 | 延命地蔵菩薩 | 松山市石手2-9-21    |
| 第六番   | 極楽寺   | 灌頂山       | 真言宗豊山派 | 弥勒菩薩     | 松山市鷹子町990-1   |
| 第七番   | 香積寺   | 瑠璃山       | 高野山真言宗 | 薬師如来     | 東温市田窪1504      |
| 第八番   | 西林寺   | 清竜山安養院 | 真言宗豊山派 | 聖観音菩薩   | 松山市高井町1007    |
| 第九番   | 道音寺   | 西岸山行樹院 | 真言宗豊山派 | 勢至菩薩     | 東温市牛渕457       |
| 第十番   | 八坂寺   | 熊野山妙見院 | 真言宗醍醐派 | 阿弥陀如来   | 松山市浄瑠璃町773   |
| 第十一番 | 高音寺   | 慈眼山       | 真言宗豊山派 | 阿閦如来     | 松山市高木町280     |
| 第十二番 | 理正院   | 東向山       | 真言宗智山派 | 大日如来     | 伊予郡砥部町麻生393 |
| 第十三番 | 成願寺   | 萬景山成就院 | 真言宗豊山派 | 虚空蔵菩薩   | 松山市久万ノ台1751  |
| 結願の寺 | 金毘羅寺 | 松尾山       | 真言宗豊山派 | 金毘羅大権現 | 東温市河之内4874    |

## 霊場寺院の紹介
- 結願の寺 金毘羅寺：長寛年間（1163-1165）創建の称明寺という観音信仰の寺であったが、慶長6年（1601年）加藤嘉明により金毘羅大権現を勧請し松尾山金毘羅寺と改めた。霊験あらたかで、松山城主加藤久松両公の祈願所であり近郷の人々の信仰を集めた。最上段に金毘羅大権現の本堂があり、その前の両脇に二本ずつ嘉明手植えの高さ39mの杉（市の天然記念物）が聳える。その下の段には、観音堂と大師堂、対面に愛染堂、さらに下の段に仁王門がある。

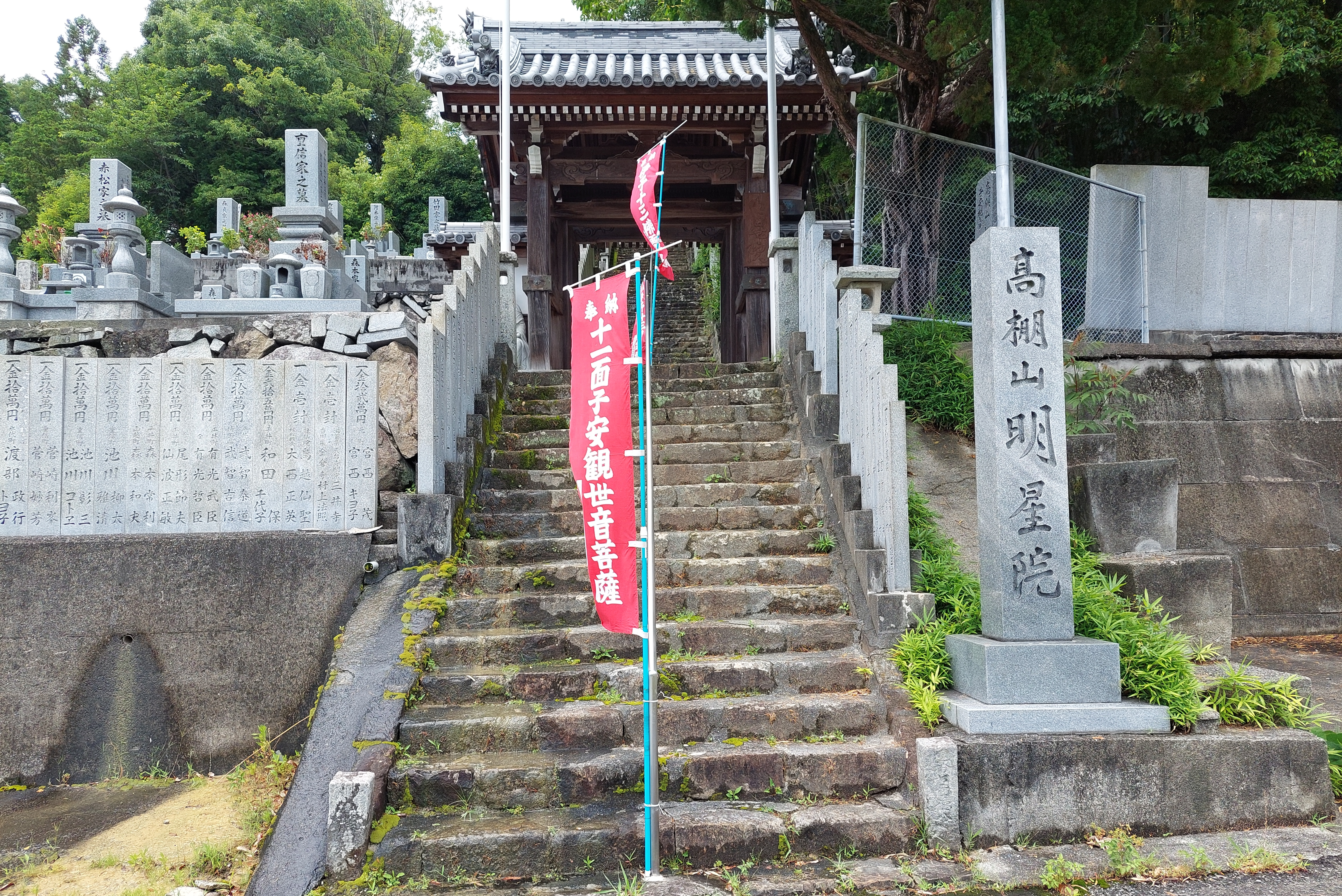
明星院
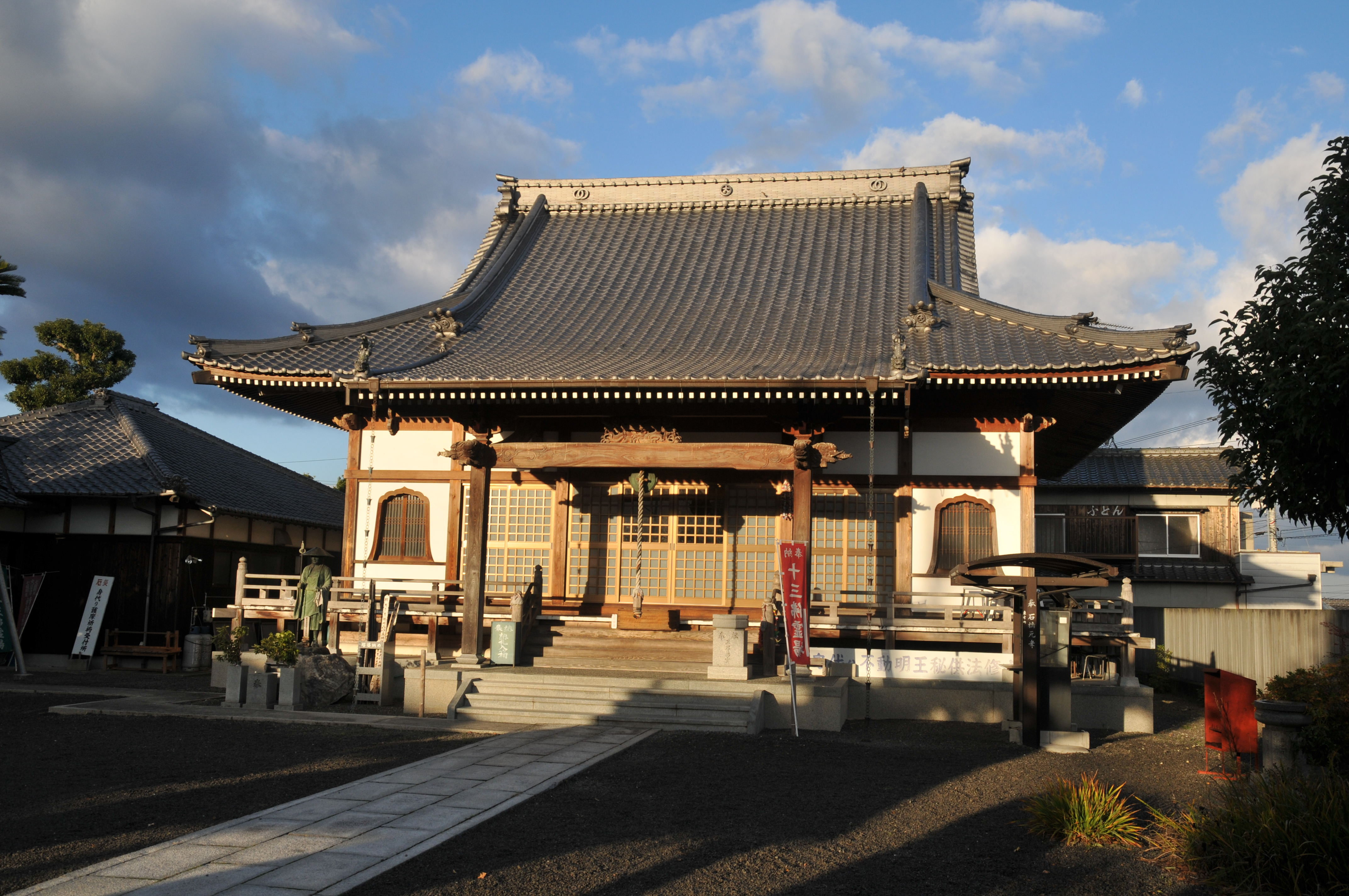
大蓮寺
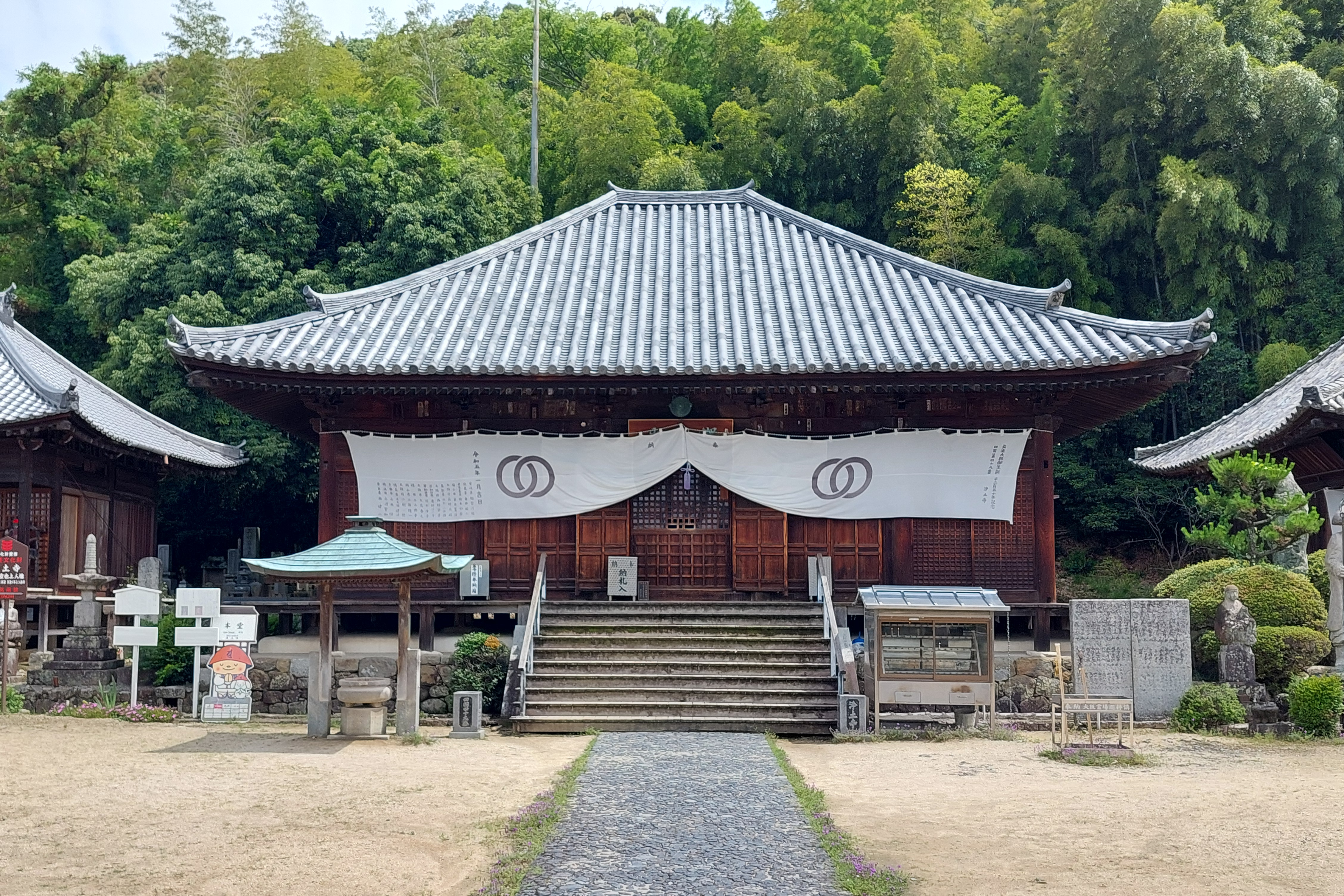
浄土寺
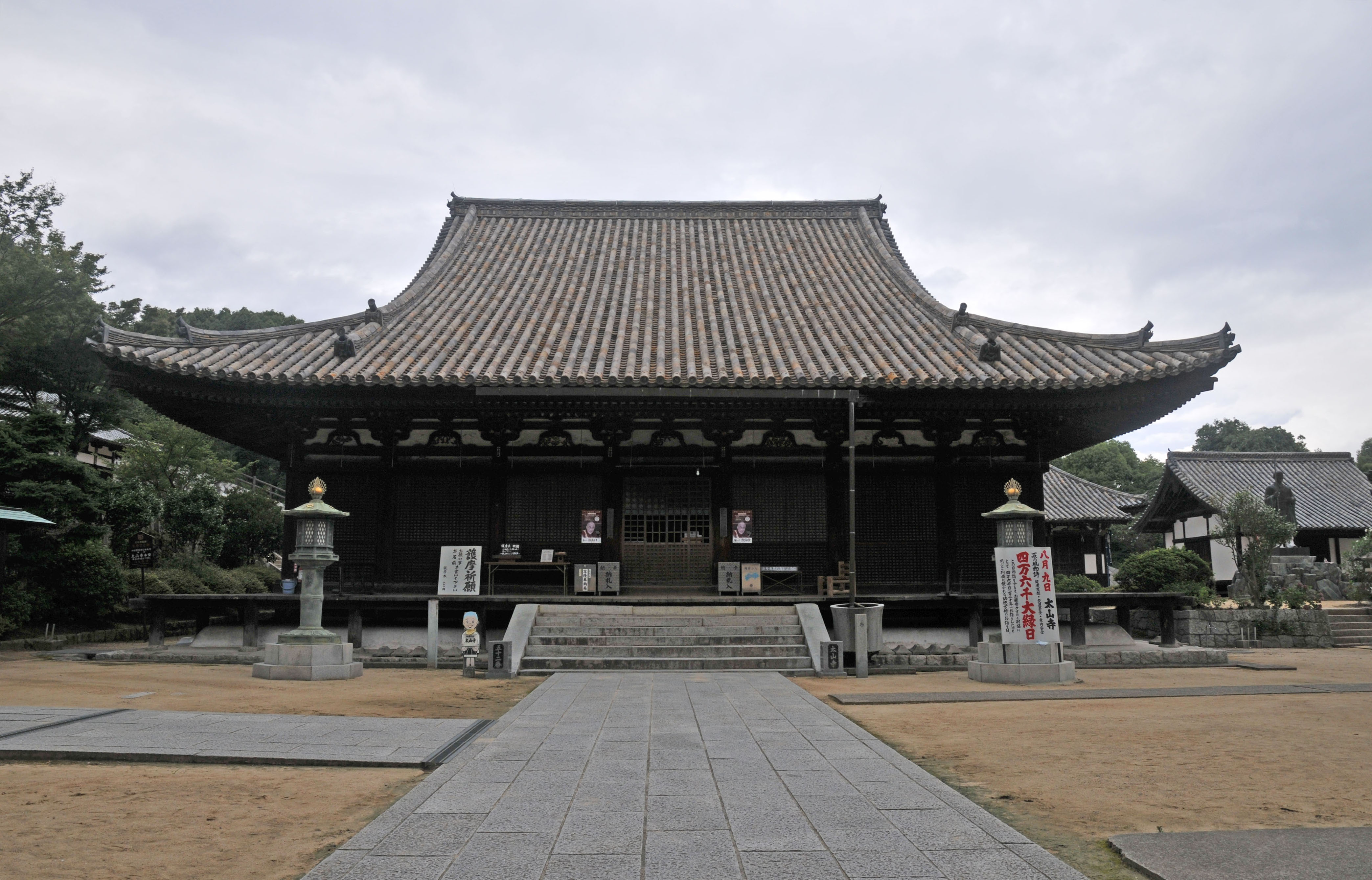
太山寺
円福寺
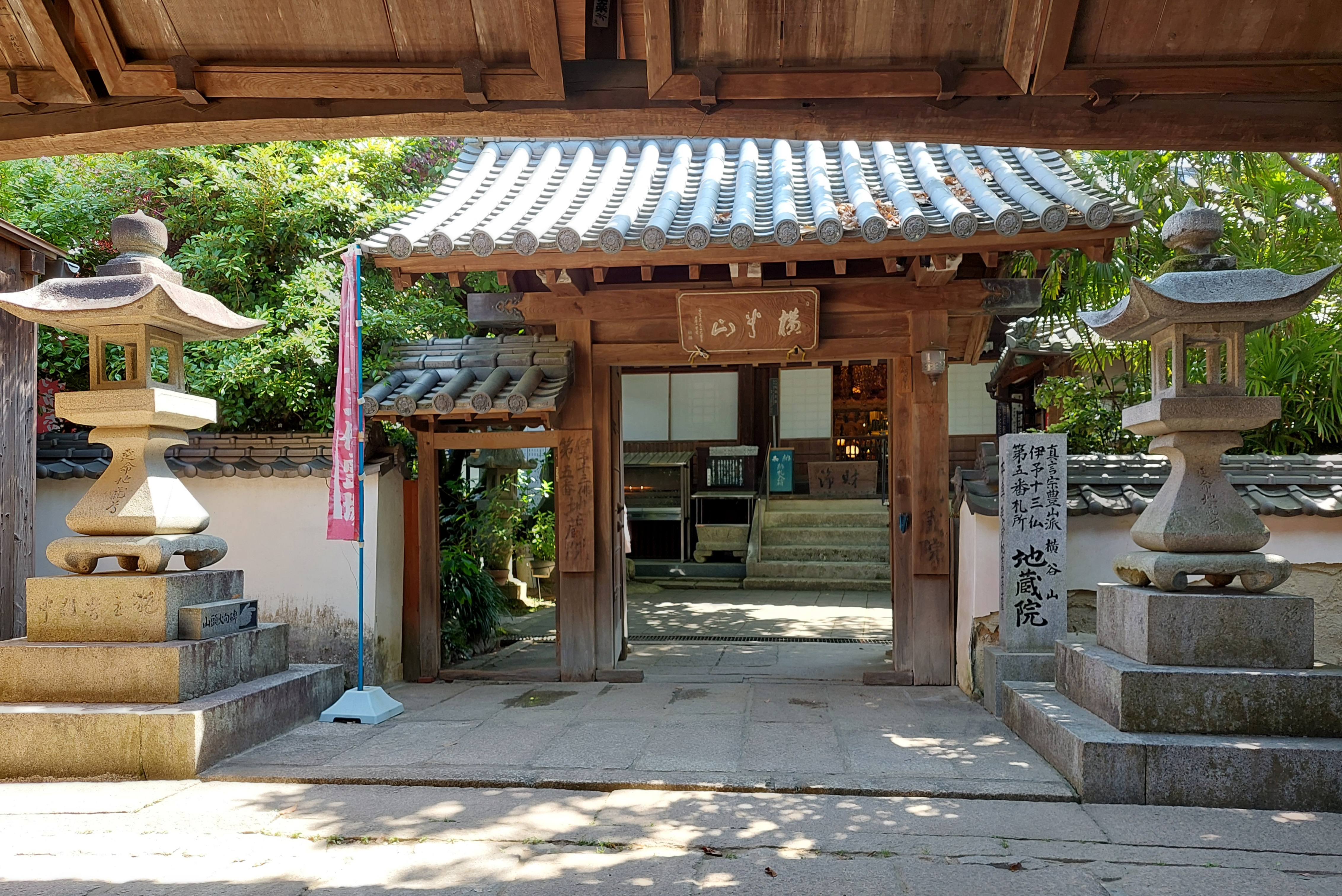
地蔵院
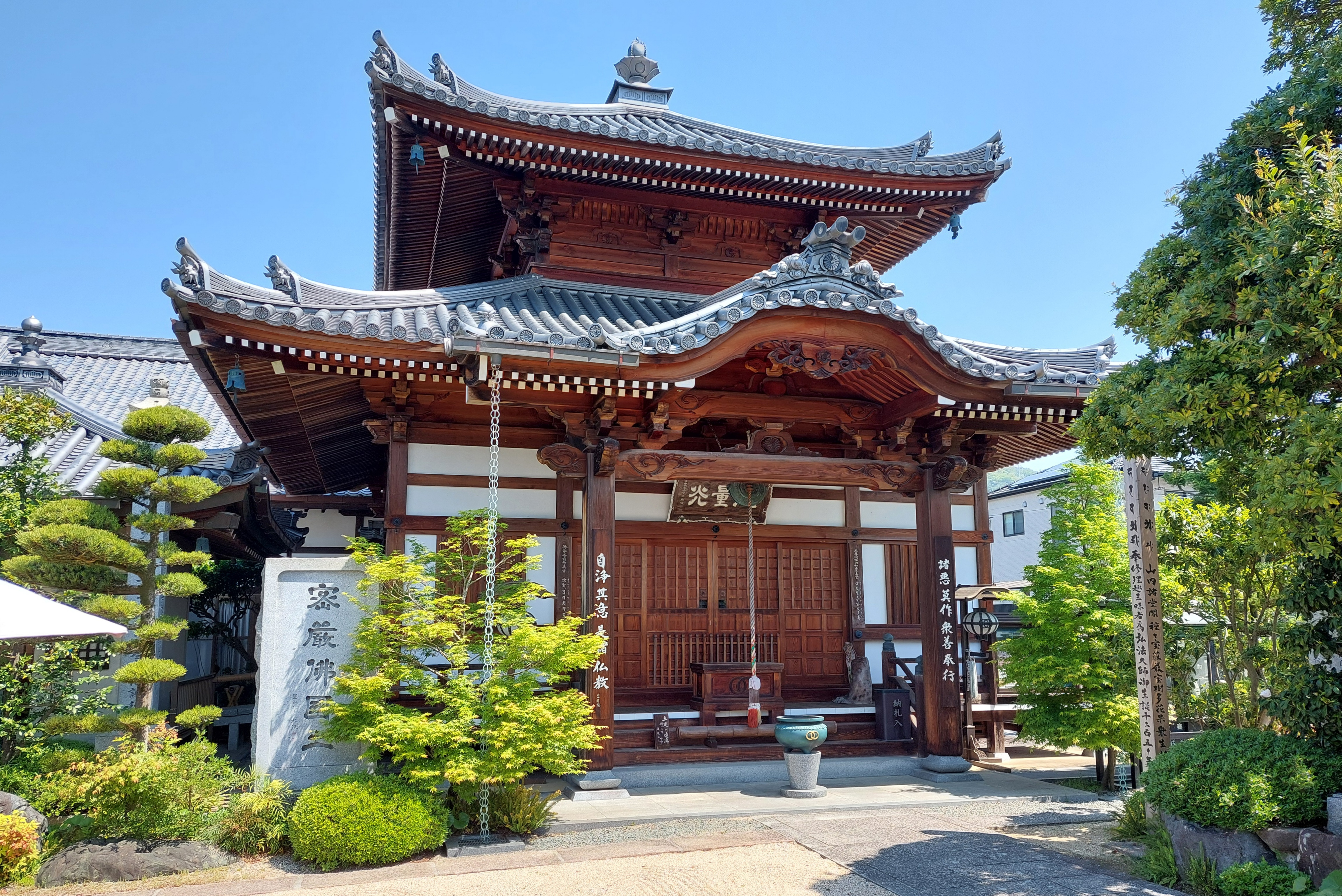
極楽寺
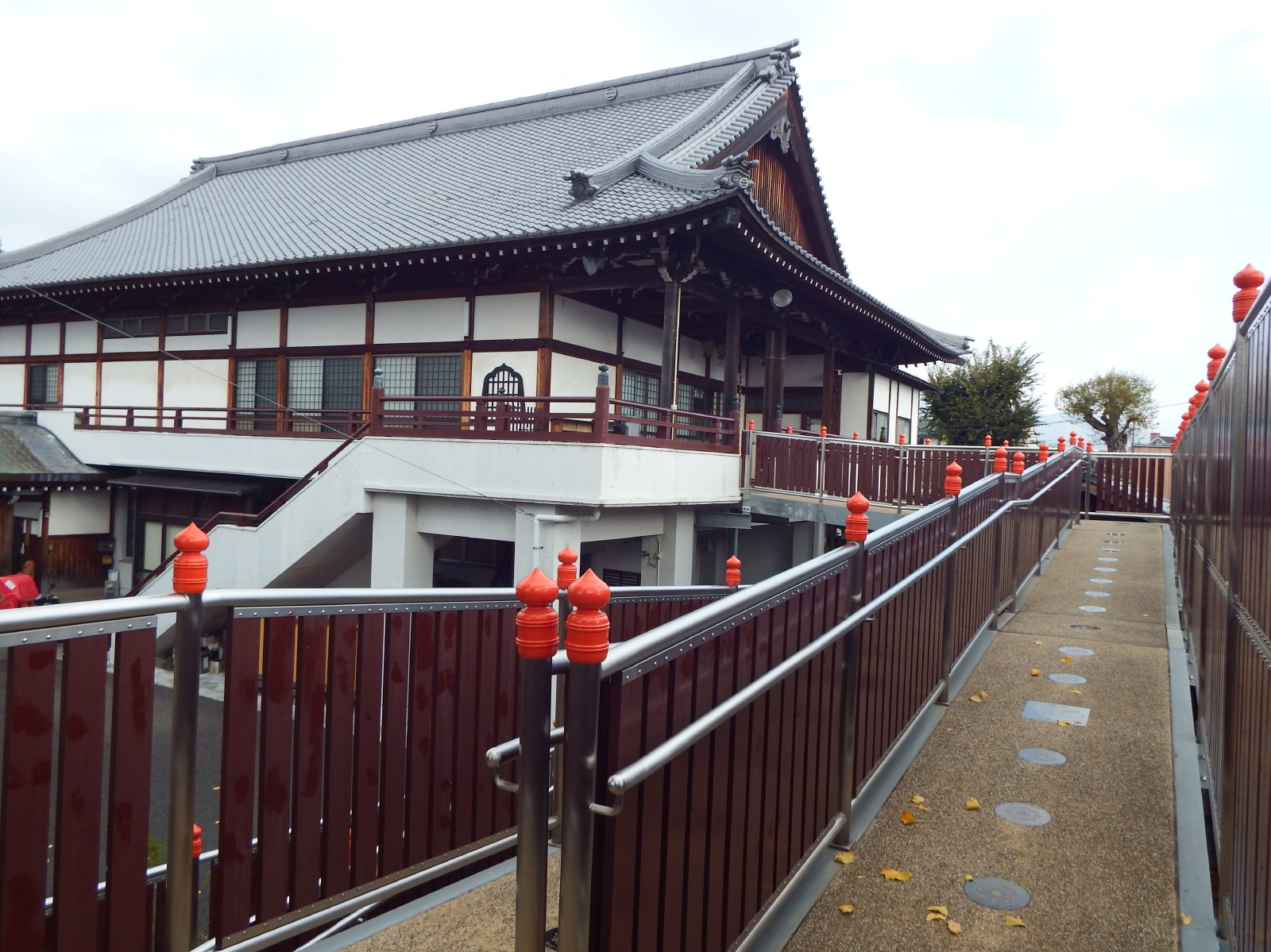
香積寺
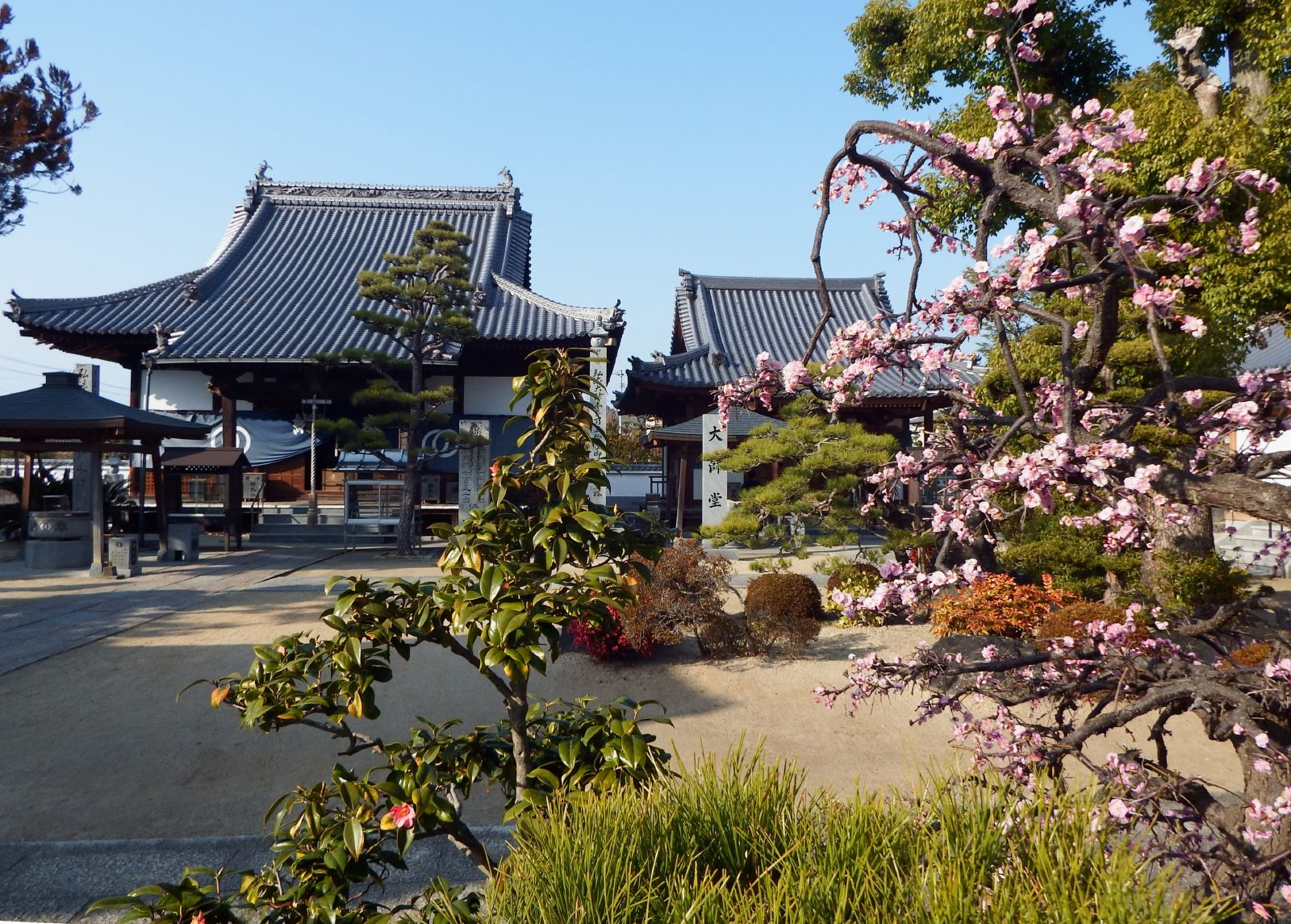
西林寺
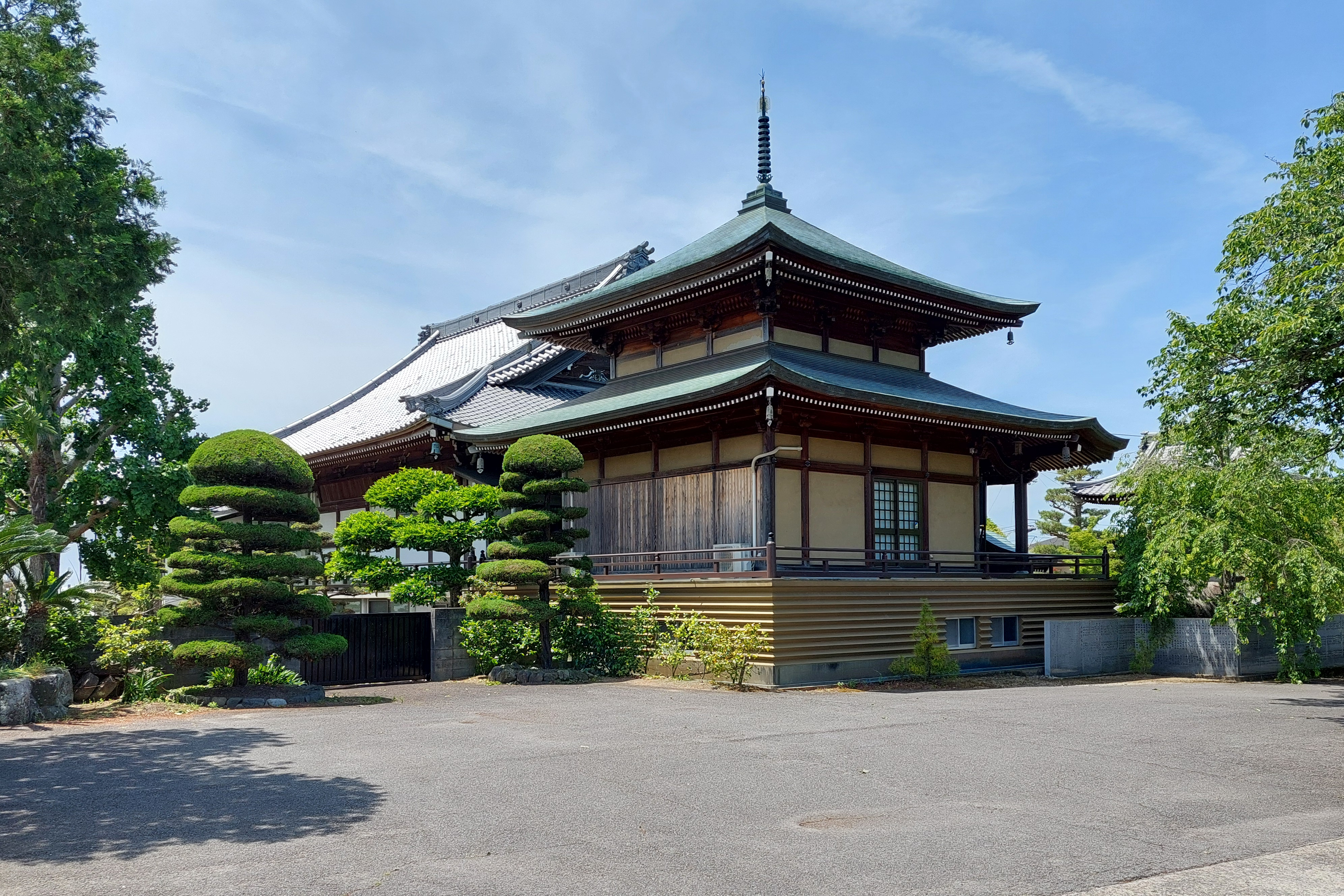
道音寺
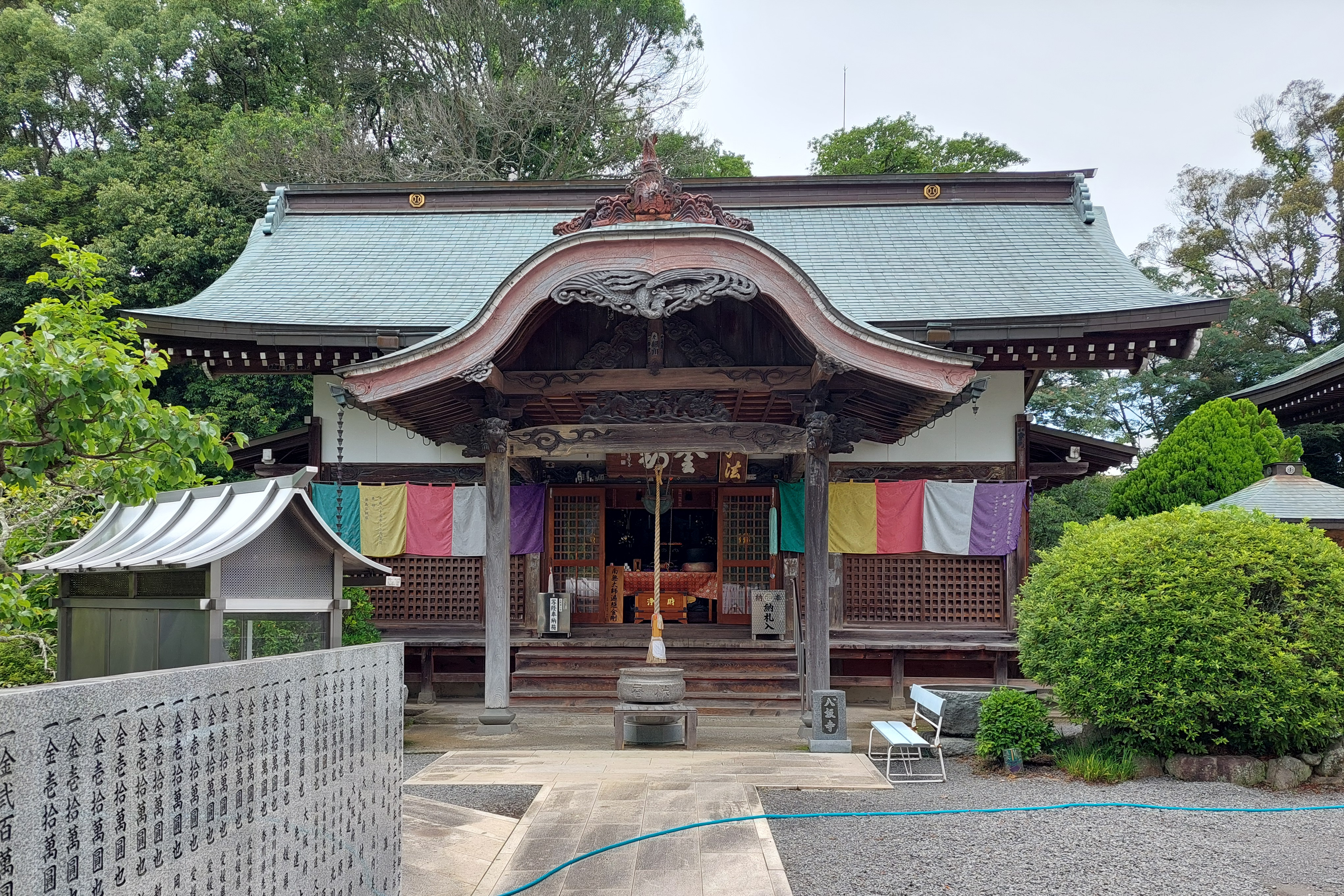
八坂寺
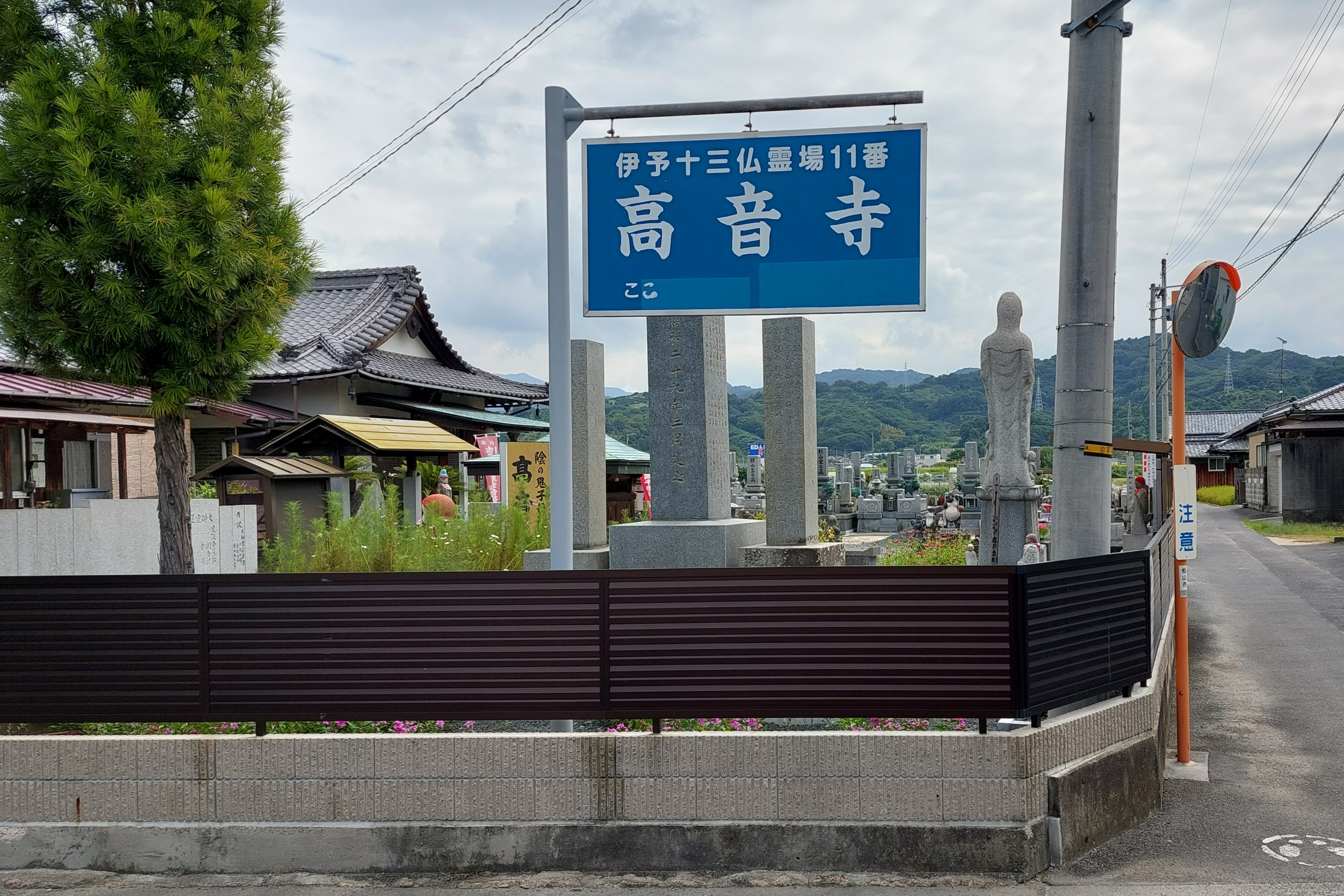
高音寺
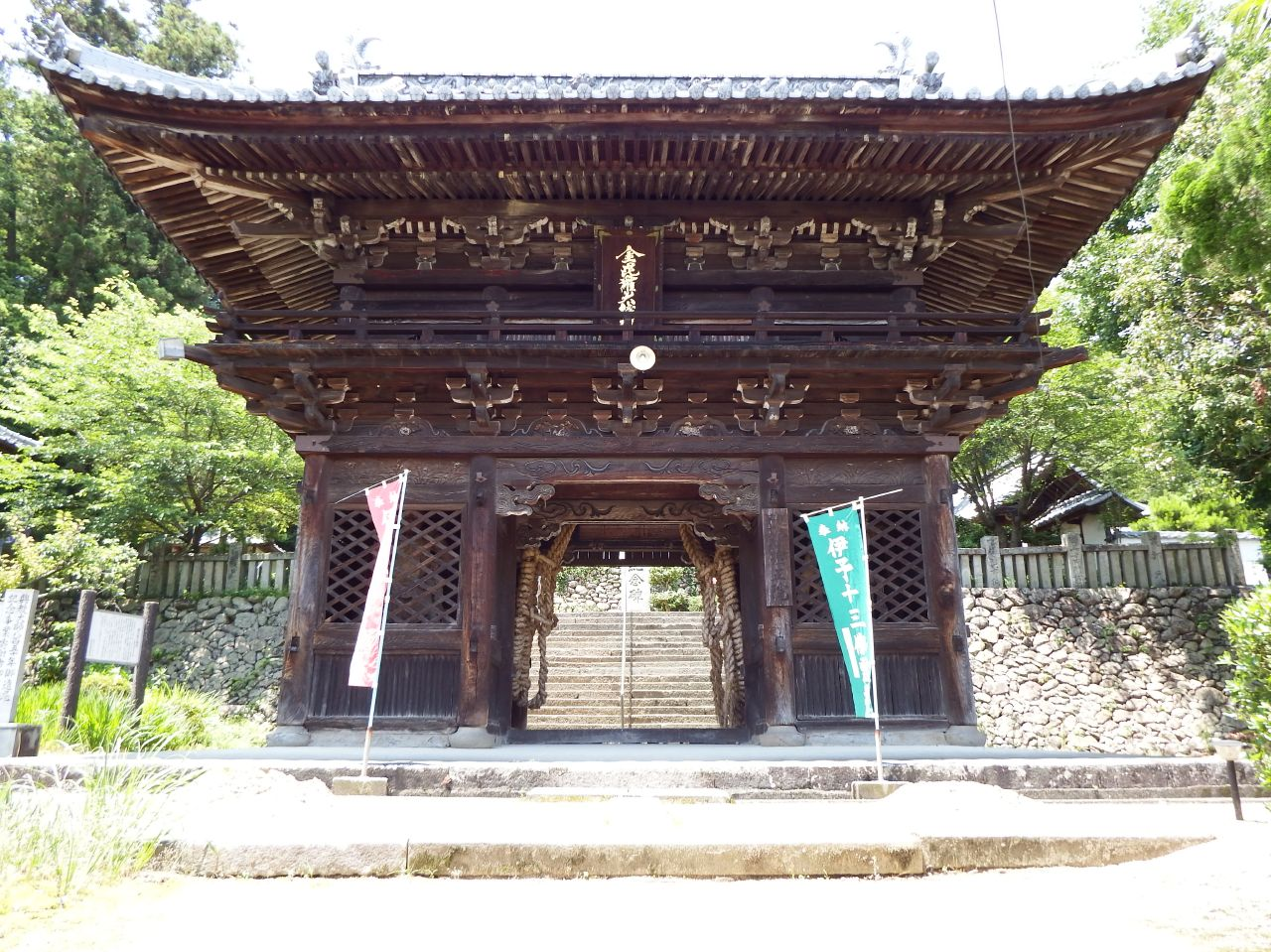
理正院
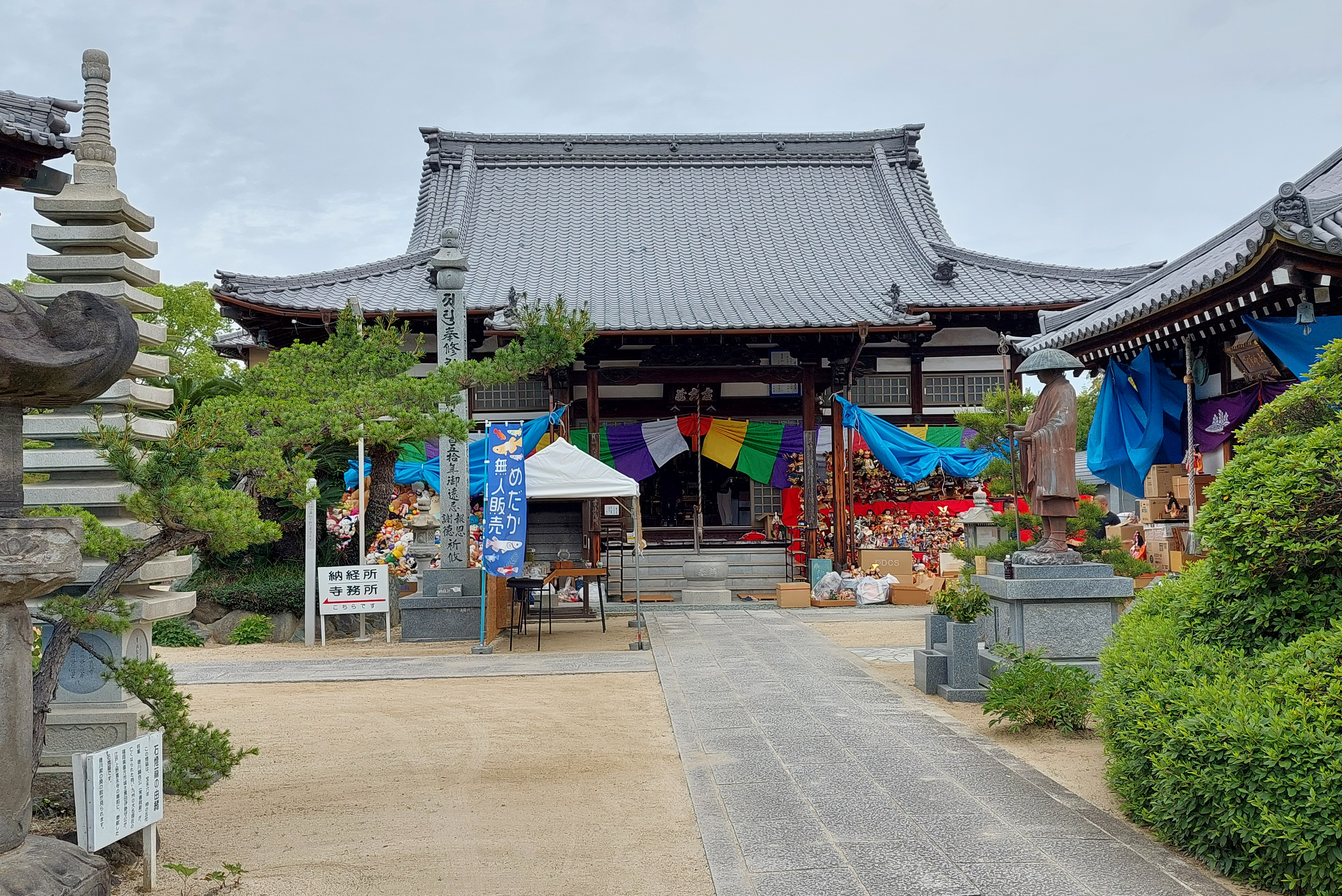
成願寺
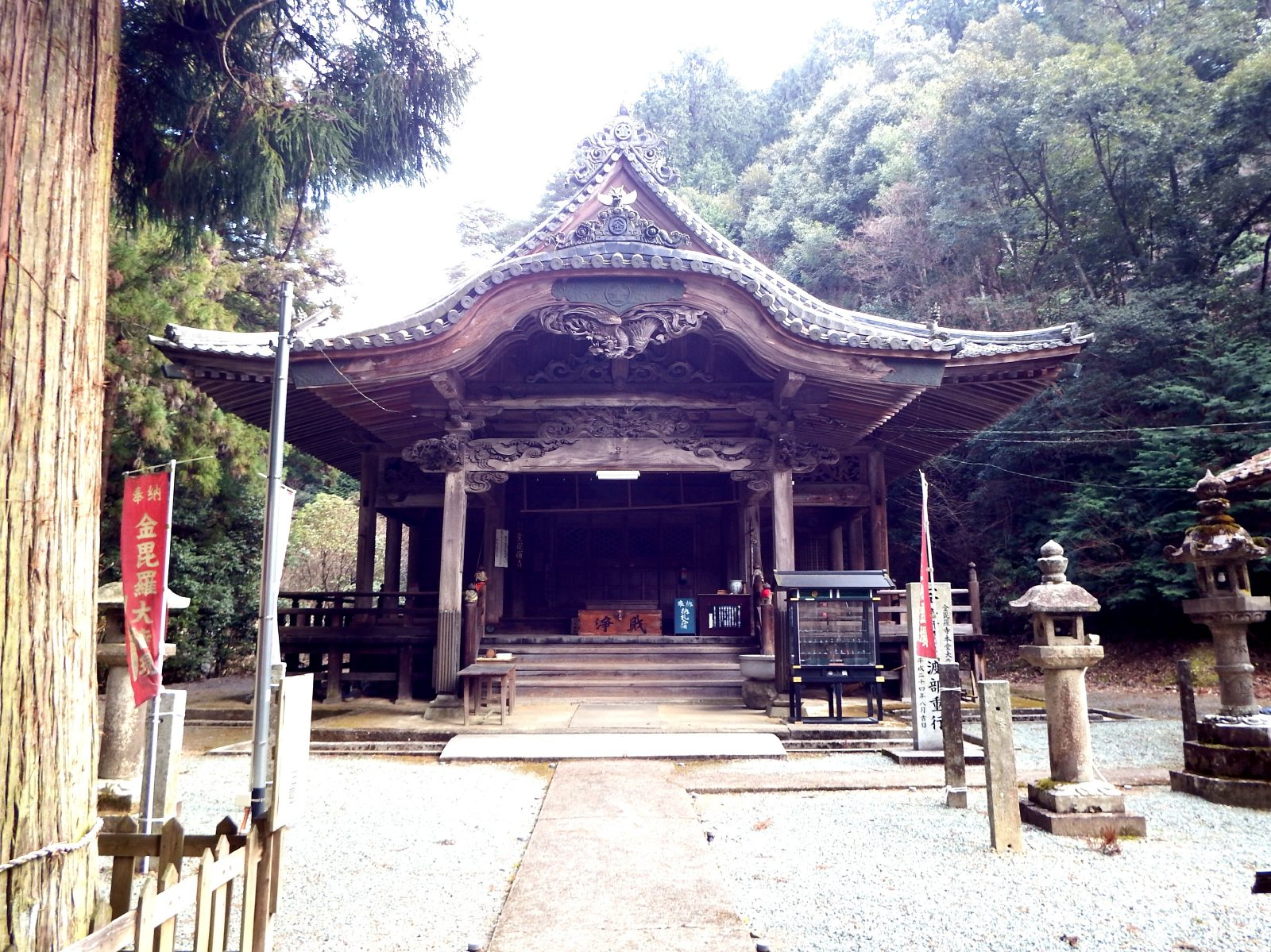
金毘羅寺